# Le Tourment
Pour plus de détails, voir Fiche technique et Distribution.
Le Tourment est un film français réalisé par Louis Feuillade et Léonce Perret sorti en 1912.
Ce film muet en noir et blanc avec René Navarre a été produit par la Gaumont.

## Fiche technique
- Titre :  Le Tourment
- Réalisation : Louis Feuillade et Léonce Perret
- Société de production : Société des Etablissements L. Gaumont
- Société de distribution : Société des Etablissements L. Gaumont (France)
- Pays de production :  France
- Genre : court métrage
- Durée :
- Dates de sortie : 
  - France : juillet 1912

## Distribution
- René Navarre